# مؤسسة الملك عبد الله بن عبد العزيز لوالديه للإسكان التنموي
مؤسسة الملك عبد الله بن عبد العزيز لوالديه للإسكان التنموي هي مؤسسة اسكان خيري غير ربحي، بدأت فكرتها عندما عهد عبد الله بن عبد العزيز بالحاجة إلى تعبير خيري مؤسسي يتجاوز حدود العطاء المباشر للفئات المحتاجة من المجتمع السعودي، فكان أن عهد إلى نخبة من خيار المجتمع تدارسوا هذه الرغبة وتحويلها إلى مقترح، وتكونت لجنة من المهتمين بالشأن الإنساني والاجتماعي والخيري بالمملكة العربية السعودية، وقد تداولت هذه اللجنة عددا من المقترحات والآليات حتى وصلت إلى قناعات ورؤى رفعتها إلى عبد الله بن عبد العزيز ووافق عليها، ومن ثم توجت بالموافقة السامية رقم أ/159 وتاريخ 20 من شهر شعبان عام 1424 هـ الموافق 17 من شهر اوكتوبر عام 2003 بإنشاء مؤسسة خيرية تسمى مؤسسة الملك عبد الله بن عبد العزيز لوالديه للإسكان التنموي، تهدف إلى تأمين مساكن ملائمة للفئات الأكثر حاجة في المجتمع السعودي، والقيام بمشاريع خيرية لها علاقة بالإسكان.

## أهداف المؤسسة الاستراتيجية
1. توفير المساكن الملائمة للفئات الأكثر حاجة لذلك، من خلال إنشاء المجمعات الإسكانية في مناطق المملكة المختلفة.
2. المحافظة على خصائص ومزايا المجمعات والوحدات الإسكانية التي تشيدها المؤسسة من خلال إدارتها وصيانتها بفاعلية.
3. مساعدة المستفيدين من خدمات إسكان المؤسسة على تحسين فرصهم في التوظيف أو تنمية مهنهم وأعمالهم الخاصة من خلال تطوير مهاراتهم وقدراتهم مما سيؤدي إلى رفع دخلهم.
4. مساعدة أرباب المهن والحرف من المستفيدين من خدمات المؤسسة الإسكانية على تنمية إنشاء وتطوير مشاريع صغيرة.
5. العمل على توفير كافة الخدمات التعليمية والصحية والاجتماعية وغيرها من الخدمات الضرورية لسكان المجمعات الإسكانية التي تقيمها المؤسسة.
6. كسب الدعم لنشاط المؤسسة من خلال عرض تجربتها في الإسكان التنموي محليا وإقليميا ودوليا.
7. تشجيع ودعم إنشاء مؤسسات مشابهة وإقناع مؤسسات خيرية وتنموية أخرى بتوفير خدمات إسكان تنموي.
8. تنمية موارد المؤسسة من خلال استثمار أصولها واجتذاب الهبات والتبرعات وغيرها من مصادر التمويل.

كما أن للمؤسسة أربعة محاور رئيسة للأهداف الإستراتيجية وهي كما يلي :
1. إنشاء وإدارة وصيانة المجمعات الإسكانية: ويغلب عليها العمل الهندسي والإنشائي والفني.
2. تمكين سكان المجمعات الإسكانية من تطوير أوضاعهم المعيشية والتعليمية والاجتماعية: ويتميز هذا النشاط بكونه محورا اجتماعيا وتنمويا.
3. الحصول على الدعم والإسناد لنشاط المؤسسة: ويتطلب بلوغ هذا الهدف وتنفيذ الأنشطة الخاصة بها جهودا إدارية وإعلامية منظمة.
4. تنمية موارد المؤسسة، ويشارك فيه الجميع من خلال ترشيد الإنفاق ورفع مستوى الجودة في الأداء والإنجاز مع التركيز على العمليات الاستثمارية المالية لتحقيق أعلى العوائد الممكنة.

## الهيكلة الادارية
1. الملك عبد الله بن عبد العزيز: المؤسس.[2]
2. منصور بن عبدالله بن عبدالعزيز: الرئيس.[3]
3. الشيخ عبدالله بن سليمان المنيع: نائب الرئيس.[4]
4. أ.د.أحمد بن حسن العرجاني: أمين عام المجلس.[5]
5. وزير الإسكان: عضو.
6. بندر بن سلمان بن محمد آل سعود: عضو.
7. إبراهيم عبد العزيز العيسى: عضو.
8. محمد بن صالح الدهام: عضو.
9. إبراهيم بن عبد الرحمن البليهي: عضو.[6]